# Litvinenko - Indagine sulla morte di un dissidente
Litvinenko - Indagine sulla morte di un dissidente (Litvinenko) è una miniserie televisiva britannica del 2022 incentrata sulla morte del dissidente russo Alexander Litvinenko a causa di un avvelenamento da radiazione da polonio-210 nel novembre 2006, fatto che ha innescato una delle indagini più complesse e pericolose nella storia della polizia britannica e internazionale.

## Trama
La vicenda degli ufficiali di Scotland Yard che vennero incaricati di indagare sui responsabili della morte di Alexander Litvinenko, dissidente ed ex agente dei servizi segreti sovietici.

## Distribuzione
Nel Regno Unito la miniserie, composta da 4 puntate, è stata pubblicata interamente il 15 dicembre 2022 sia sulla rete televisiva ITV che sulla piattaforma streaming ITVX. In Italia è stata trasmessa in due serate su Sky Atlantic il 25 gennaio e il 1º febbraio 2023, e successivamente resa disponibile anche in streaming su NOW e on demand.

## Riconoscimenti
- 2023 – Royal Television Society Craft & Design Awards[4]
  - Candidatura per il miglior trucco a Samantha Kininmonth e Suzi Battersby